# Platyoides pictus
Platyoides pictus är en spindelart som beskrevs av Pocock 1902. Platyoides pictus ingår i släktet Platyoides och familjen Trochanteriidae. Inga underarter finns listade i Catalogue of Life.